# Doddagenigere, Hassan
Doddagenigere là một làng thuộc tehsil Hassan, huyện Hassan, bang Karnataka, Ấn Độ.